# 148 v.Chr.
148 v.Chr. is een jaartal volgens de christelijke jaartelling.

## Gebeurtenissen

### Italië
- Het Romeinse leger onder Quintus Caecilius Metellus Macedonicus onderdrukt een opstand van de Macedoniërs. Na de overwinning wordt Macedonië geannexeerd als Romeinse provincie.
- De Romeinen beginnen in Noord-Italië met de aanleg van de Via Postumia, de weg verbindt de steden Aquileia aan de Adriatische kust, dwars door de Povlakte tot aan Genua (± 450 km). De Heerweg is bedoeld om de legioenen van de Romeinse Republiek snel te verplaatsen, om Gallische opstanden te onderdrukken. Daarnaast bevordert het de handel, landbouw, weg- en stedenbouw.

### Numidië
- Massinissa overlijdt, hij wordt begraven in de stad Thugga in Tunesië, in een mausoleum met een Numidisch en Phoenicische inscriptie. Het Numidische Rijk wordt verdeeld onder zijn drie zonen Micipsa, Gulussa en Mastanabal.

## Geboren
- Antiochus VI Dionysus (~148 v.Chr. - ~138 v.Chr.), koning van het Seleucidenrijk (Syrië)

## Overleden
- Massinissa (~238 v.Chr. - ~148 v.Chr.), koning van Numidië (90)